# Hymenochirus curtipes
Hymenochirus curtipes é uma espécie de anfíbio da família Pipidae.
Pode ser encontrada nos seguintes países: República Democrática do Congo, possivelmente República Centro-Africana e possivelmente em República do Congo.
Os seus habitats naturais são: florestas subtropicais ou tropicais húmidas de baixa altitude, rios, lagos de água doce e marismas de água doce.